# É o Tchan!
É o Tchan! é um grupo musical brasileiro de pagode baiano formado em 1994 pelos cantores Beto Jamaica e Compadre Washington. Originalmente, além dos vocalistas, tinha como dançarinos Carla Perez, Débora Brasil e Jacaré, sendo que posteriormente Scheila Carvalho e Sheila Mello também se destacaram.
Foi um dos maiores fenômenos culturais do Brasil na década de 1990, dando projeção nacional ao pagode baiano, com destaque às músicas coreografadas. O grupo vendeu em torno de 16 milhões de cópias, sendo 2,7 milhões apenas do álbum É o Tchan do Brasil (1997), que recebeu disco de Diamante Duplo e se tornou um dos 20 mais vendidos da história do Brasil, na posição 14. Além das vendas de discos, o grupo também teve produtos licenciados (entre calçados, roupas e brinquedos) e acumulou shows pelo Brasil e exterior, além de ter inspirado a formação de bandas com temática semelhante.

## História
O grupo surgiu a partir da divisão da banda Gera Samba, conjunto que era formado inicialmente por dez músicos. A banda original teve uma primeira cisão em 1994 para a formação do Terra Samba. Beto Jamaica e Compadre Washington lançaram, em 1995, o álbum É o Tchan, ainda creditado ao Gera Samba. O trabalho obteve grande sucesso, com mais de 900 mil cópias vendidas. O grupo também alçou a dançarina Carla Perez, então com 18 anos, como o mais novo símbolo sexual do Brasil.
Entretanto, os remanescentes do Gera Samba seguiram com o grupo, sendo liderados pelo empresário Esmael de Oliveira. Ele afirma que Jamaica, Washington e Luís Carlos Fernandes Adan registraram, em 1994, na Junta Comercial da Bahia, a empresa "Grupo Musical Gera", que só mudou para “Grupo Musical Gera Samba” em 27 de janeiro de 1997. Já Esmael diz que é detentor da marca desde 1985 e alegou ter sido prejudicado, já que ficou rotulado como "falso Gera Samba", com apresentações canceladas, cachês devolvidos e sem ter conseguido grandes contratos com gravadoras. A sentença sobre o caso só saiu em 2005, quando a 17ª Câmara Cível do Tribunal de Justiça do Rio de Janeiro anunciou uma reparação por danos morais a Esmael de Oliveira.
O grupo passou a se apresentar com o nome É o Tchan, já com a divulgação do álbum Na Cabeça e na Cintura em andamento. O segundo álbum vendeu mais de 2,3 milhões de cópias.
Em 1997, Scheila Carvalho passou a ser dançarina do  grupo após vencer o concurso promovido pelo Domingão do Faustão, assumindo a vaga deixada por Débora Brasil. Na época, o grupo lançou o álbum É o Tchan do Brasil, que obteve 2,7 milhões de discos vendidos. A banda também se apresentou no Montreux Jazz Festival, na França, em um dia reservado à música nordestina.
Em 1998, Carla Perez deixou o grupo após ser agredida por Compadre Washington. Ele não teria gostado de vê-la jogar um bambolê para a plateia e colocou a perna para ela cair. Os dois se atracaram e só pararam de brigar com a intervenção dos seguranças da banda. Segundo Carla: "Jamais iria aceitar que ninguém e muito menos homem nenhum me agredisse. Eu saio hoje e vou na delegacia e presto queixa agora porque terminou de acontecer".
Sheila Mello assumiu a vaga de Carla Perez. Sheila venceu o concurso para escolher a nova "Loira do Tchan" realizado aos domingos durante o Domingão do Faustão. A paulista superou 3 mil candidatas.
O sucesso da música Ralando o Tchan (dança do ventre), do álbum É o Tchan do Brasil, fez o grupo criar outras canções temáticas. Assim surgiram É o Tchan no Hawaí, É o Tchan na Selva, Ariga Tchan (sobre o Japão) e Tribotchan (sobre os indígenas brasileiros), vendendo 2 milhões, 1,2 milhões e 500 mil cópias respectivamente.
Em 2000, Beto Jamaica deixou o grupo. Na época, a imprensa informou que o cantor teria se desentendido com Compadre Washington após o companheiro de banda ter faltado a um show no Rio — fato negado pelo artista. Por ser sócio da Bicho da Cara Preta, empresa dona da marca É o Tchan, Beto continuou à frente dos negócios do grupo.
Renatinho da Bahia assumiu a vaga de Beto Jamaica no É o Tchan. Ele aparece a partir do álbum Tchan.com.br, que vendeu meio milhão de cópias. Em 2001, a banda lançou um CD temático de funk ao aproveitar o sucesso do ritmo no começo daquela década, mas o álbum não obteve resposta positiva e vendeu 70 mil cópias. O É o Tchan lançou no mesmo ano o álbum “A Turma do Batente”, que obteve melhor repercussão ao vender 100 mil cópias, mas as menções à enfermagem fez o Conselho Regional de Enfermagem obter uma liminar na Justiça por considerar a capa do álbum ofensiva à profissão.
Tony Salles ocupou a vaga de vocalista em 2001, no lugar de Compadre Washington. O cantor aparece a partir do álbum É o Tchan Ao Vivo, de 2002. Em 2003, Silmara Miranda passou a ser dançarina do grupo no lugar de Sheila Mello. Dessa vez, o concurso para a nova loura do Tchan aconteceu no Domingo Legal, do SBT.
Em 2004, os antigos integrantes do É o Tchan fizeram uma reunião comemorativa dos dez anos da banda — apenas Sheila Mello não participou. Em 2005, o grupo teve as entradas das dançarinas Aline Rosado e Juliane Almeida, que empataram no concurso da nova morena do Tchan, do Domingo Legal, ocupando a vaga de Scheila Carvalho. Um encerramento do É o Tchan chegou a ser anunciado em 2006, mas o grupo retornou em 2007 com as entradas de Johny Lopes e Jack Fiaes como vocalistas, mantendo apenas Aline e Juliane como dançarinas. De 2009 a 2010, Kléber Menezes ocupou a posição de cantor.
Beto Jamaica e Compadre Washington retomaram a parceria em 2010. O novo grupo teve seis dançarinas, incluindo Juliane Almeida, remanescente da formação anterior.
Em 2014, o É o Tchan voltou a ficar em evidência após Compadre Washington aparecer em um comercial do serviço de vendas Bom Negócio. O bordão "Sabe de nada, inocente!" se transformou em uma música da banda — nessa época, Joyce Mattos e Elisangela Pereira eram as dançarinas do grupo.
Em 2016, a banda conseguiu emplacar um hit no carnaval de Salvador. Bota a Cara no Sol foi a vencedora do Troféu Band Folia.
O É o Tchan celebrou seus 30 anos em 2023, trazendo as voltas de Scheila Carvalho, Sheilla Melo e Jacaré. Carla Perez não participou do reencontro, mas fez uma aparição em 2024 durante um show em Salvador.

## Integrantes

### Vocalistas
- Beto Jamaica (1994–2000; 2004–2005; 2011–presente)
- Compadre Washington (1994–2001; 2004–2005; 2011–presente)

Antigos
- Renatinho da Bahia (2000–2006)
- Tony Salles (2002–2006)

### Dançarinos
Antigos
- Débora Brasil (1995–1997; 2004–2005)
- Carla Perez (1995–1998; 2004–2005)
- Jacaré (1995–2006)
- Scheila Carvalho (1997–2006)
- Sheila Mello (1998–2003)
- Silmara Miranda (2003–2006)
- Aline Rosado (2005–2006)
- Juliane Almeida (2005–2006)
- Julie Pinho (2011–2012)
- Gabriella Zecchinelli (2011–2012)
- Karol Loren (2011–2012)
- Lelê Pingo de Mel (2011)
- Juliana Chocolate (2011)
- Joyce Mattos (2013–2017)
- Zanza Pereira (2013–2017)

## Discografia
Álbuns de estúdio
- É o Tchan (1995)
- Na Cabeça e na Cintura (1996)
- É o Tchan do Brasil (1997)
- É o Tchan no Hawaí (1998)
- É o Tchan na Selva (1999)
- Tchan.com.br (2000)
- Funk do Tchan (2001)
- Turma do Batente (2001)
- Ligado em 220V (2003)
- Desafio do Manequim (2017)